# Gocław (województwo mazowieckie)
Gocław – wieś sołecka w Polsce położona w województwie mazowieckim, w powiecie garwolińskim, w gminie Pilawa. 

## Historia
Wieś królewska  położona była w drugiej połowie XVI wieku w powiecie garwolińskim  ziemi czerskiej województwa mazowieckiego. W latach 1975–1998 miejscowość administracyjnie należała do województwa siedleckiego. Położona jest ok. 50 km od Warszawy, przy trasie Warszawa-Lublin.
Historia wsi sięga roku 1536, kiedy to król Zygmunt August zalesione jeszcze wtedy tereny wraz z dobrami osieckimi, przekazał kupcowi Filipowi Szlichtingowi, w celu wykarczowania. W 1564 podczas lustracji osadniczej zarejestrowano 20 włók kmiecych, jedną wójtowską i 1 plebańską z 16 zabudowaniami na przełomie borów osieckiego i starogrodzkiego (Gocław). Podczas wojen szwedzkich 1670–1680 wieś Gocław oraz folwark Żelazna ocalały od zniszczeń podczas gdy z 449 zabudowań starostwa osieckiego spalono ponad 64. W 1783 doszło do podziału gospodarczo-administracyjnego starostwa osieckiego i regulacji gruntów na terenie wsi Gocław. Jej zakończenie doprowadziło do zmian w uposażeniu ziemią chłopów. Gocław ze swoimi 25 gospodarstwami, podobnie jak Lubice, Kolonka Żelazna-wieś, Grzebowilk, Zawadki został włączony do folwarku Żelazna. Gocław uzyskał wówczas rolne przydatki (obecnie nazwane przydawki) jako wynagrodzenie za nieużytki lub płodność posiadanych gruntów. 
Podczas powstania styczniowego, w dniu 25 sierpnia 1863 r. na gruntach folwarku Żelazna niedaleko zabudowań dworskich (obecnie zabudowania te znajdują w Gocławiu ul. Kolonia Gocław) oddział powstańczy "Dzieci Warszawskich" dowodzony przez pułkownika Ludwika Żychlińskiego stoczył bitwę z Rosjanami pod dowództwem generała Mullera von Zakamelskiego. W bitwie tej ranny został sam Żychliński; Według jego relacji oddział stracił około 100 w zabitych i znaczną liczbę rannych; lecz i Moskale musieli ponieść znaczne straty, bo włościanie ze Żelazny mówili, że mieli śmiertelnie rannego pułkownika Kurgaczewa i więcej jak 40 oficerów zabitych. W efekcie powstania ukazem carskim chłopi z Gocławia otrzymali na własność parcele leśne wydzielone z gruntów dworskich.

## Religia
W 1907 r. w Gocławiu powstała parafia mariawicka, której życie religijne było skupione wokół kościoła pw. Przenajświętszego Sakramentu. W 2008 ten zabytkowy kościół został jednak sprzedany prywatnemu nabywcy, a następnie rozebrany. Do dziś po tej wspólnocie religijnej zachował się niewielki cmentarz.
Od 1937 r. w Gocławiu znajduje się rzymskokatolicka parafia pw. NMP Królowej Polski, której życie religijne skupione jest wokół modernistycznego kościoła.

## Urodzeni w Gocławiu
- Maria Andrzej Jałosiński – biskup mariawicki